# ناوشکن کلاس سیمس
دیسترویر کلاس سیمس (به انگلیسی: Sims-class destroyer) یک کلاس از کشتی است که طول آن 348 ft 4 in می‌باشد.